# 珊瑚海
珊瑚海（英語：Coral Sea）是世界上面积第二大的海，面積479萬1千平方公里，位於太平洋西南部，平均深度2,394米，最深處新赫布里底海溝深達9,175米，同時更擁有世界最大的珊瑚礁—大堡礁，珊瑚海也由此得名；上有珊瑚海群島。西側是澳大利亞的昆士兰州；東側是新喀里多尼亞島和萬那杜；東北為所羅門群島；北為新幾內亞。也因第二次世界大戰的美日珊瑚海海戰而聞名世界。
珊瑚海的珊瑚礁和岛屿拥有特别丰富的鸟类和水生生物，是热门旅游目的地。

## 地理

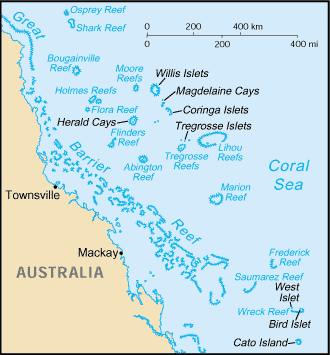
珊瑚海群岛.

大堡礁及其岛屿和珊瑚礁属于昆士兰州，而以东的大部分珊瑚礁和小岛是珊瑚海群岛的一部分。此外，新喀里多尼亚西部的一些岛屿也是珊瑚海群岛的一部分。

## 人类活动

### 保护
珊瑚海联邦海洋保护区于2013年12月宣布成立，但人们认为它没有为环境提供足够的保护。珊瑚海联邦海洋保护区于2017年10月更名为珊瑚海海洋公园。它的面积为 989,836 平方公里（382,178 平方英里），属于IUCN第四类。它是澳大利亚最大的单一海洋公园，也是世界上最大的自然保护区之一。

## 相關項目
- 珊瑚海海戰